# Company Pictures
Company Pictures is een onafhankelijke Brits productiehuis, dat drama produceert voor verschillende netwerken.

## Producties
- Wild at Heart (2006 – heden) voor ITV1
- Life Is Wild (2007 voor The CW)
- Skins (2007 – heden) voor E4
- Shameless (2004 – heden) voor Channel 4
- The Rotters' Club filmadaptie (2005) voor BBC Two
- The Life and Death of Peter Sellers voor BBC Worldwide en HBO
- Talk to Me
- The Palace voor ITV
- Einstein and Eddington voor BBC en HBO
- The Invisibles voor BBC
- The Silence voor BBC One
- Beaver Falls (2011 – heden) voor E4